# Pilar Adón
Pilar Adón (Madrid, 12 de octubre de 1971) es una escritora y traductora española. Es autora de las novelas De bestias y aves, Las efímeras y Las hijas de Sara: de los libros de relatos Las iras, La vida sumergida, El mes más cruel y Viajes inocentes; de la novela corta Eterno amor; y de los poemarios Da dolor, Las órdenes, Mente animal y La hija del cazador. Se licenció en Derecho por la Universidad Complutense de Madrid. Entre los premios con que ha sido distinguida, están el Premio Ojo Crítico (2005), el Premio de las Librerías de Madrid al Mejor Libro de Poemas (2018), el Premio Cálamo (2023), el Premio Francisco Umbral al Libro del Año (2023), el Premio de la Crítica Española al Mejor Libro en Castellano (2023) y el Premio Nacional de Narrativa (2023).

## Novela
En 2022 publicó la novela De bestias y aves (Galaxia Gutenberg), galardonada con el Premio Nacional de Narrativa 2023, el Premio de la Crítica Española 2022, el Premio Francisco Umbral al Libro del Año 2022 y el Premio Cálamo Otra Mirada 2022, además de ser finalista del V Premio Bienal de Novela Mario Vargas Llosa. En el género de la novela, también es autora de Las efímeras (Galaxia Gutenberg, 2015),considerada por la crítica una de las diez mejores novelas de ese año, y Las hijas de Sara (Alianza, 2003 / Puzzle (bolsillo), 2007). En 2021 publicó la novela corta Eterno amor (Páginas de Espuma). Ha sido traducida al inglés, francés, alemán, albanés, serbio, portugués, rumano y polaco.

## Relato
Es autora de los libros de relatos Las iras (Galaxia Gutenberg, 2025),La vida sumergida (Galaxia Gutenberg, 2017), El mes más cruel (Impedimenta, 2010), por el que fue nombrada Nuevo Talento Fnac, y Viajes inocentes (Páginas de Espuma), por el que obtuvo el Premio Ojo Crítico de Narrativa 2005. Ha sido incluida en distintos volúmenes de relato. Entre otros: Cuento español actual (Cátedra, 2014); Mar de pirañas (Menoscuarto, 2012); Siglo XXI (Menoscuarto, 2010) y Pequeñas Resistencias 5 (Páginas de Espuma, 2010).

## Poesía
En 2024 aparece el volumen Las huidas (Poesía 1998-2024), que recoge toda su poesía publicada hasta la fecha. En 2011 publicó el poemario La hija del cazador; en 2014, Mente animal; en 2018, Las órdenes, por el que recibió el Premio Libro del Año del Gremio de Libreros de Madrid, y Da dolor en 2020. Todos ellos en la editorial La Bella Varsovia.

## Traducciones
Ha traducido el relato «Algo del otro mundo» (Impedimenta, 2024), de Iris Murdoch; el libro de cuentos Estudios de lo salvaje(Impedimenta, 2018), de la autora australiana Barbara Baynton; el ensayo de John Fowles El árbol, así como las novelas de Penelope Fitzgerald Inocencia (Impedimenta, 2013) y El inicio de la primavera (Impedimenta, 2010); de Joan Lindsay, la novela Picnic en Hanging Rock (Impedimenta, 2010); de Edith Wharton, el libro de artículos Francia combatiente (Impedimenta, 2009) y su novela Santuario (Impedimenta, 2007); el libro de relatos de Christina Rossetti Parecidos razonables; y la novela de Henry James El mentiroso.

## Premios y reconocimientos
- (2005). Premio Ojo Crítico, en su categoría de Narrativa por Viajes inocentes (Páginas de Espuma).
- (2018). Premio de las Librerías de Madrid, en su categoría de Poesía por Las órdenes (La Bella Varsovia).
- (2022). Premio Francisco Umbral al Libro del Año por De bestias y aves.[11][12] (Galaxia Gutenberg)
- (2022). Premio Cálamo, categoría Otra Mirada, por De bestias y aves, (Galaxia Gutenberg).
- (2022). Premio de la Crítica, al Mejor Libro de Narrativa en Castellano por De bestias y aves, (Galaxia Gutenberg).
- (2023). Premio Nacional de Narrativa por De bestias y aves, (Galaxia Gutenberg).